# 문진석
문진석(文振碩, 1962년 2월 12일~)은 대한민국의 정치인이다. 제21·22대 국회의원이다.

## 학력
- 풍생고등학교 졸업
- 중앙대학교 정경대학 정치외교학 학사
- 고려대학교 정책대학원 행정학 석사
- 와세다대학 대학원 정치학 석사과정 수료
- 서울과학기술대학교 대학원 환경공학 박사과정 수료

## 경력
- 조선대학교 외래교수
- 2012년 11월~2012년 12월: 제18대 대통령 선거 민주통합당 문재인 대통령 후보 선거대책본부 충남시민캠프 대표
- 2015년~2016년: 새정치민주연합 탈당 및 국민의당 입당
- 2016년 2월~2016년 3월: 제20대 국회의원 선거 국민의당 비례대표 국회의원 후보 추천위원
- 2016년 8월~2017년 4월: 국민정책연구원 부원장
- 2017년 4월: 제19대 대통령 선거 국민의당 안철수 대통령 후보 중앙선거대책위원회 국민소통실장
- 2017년 4월: 국민의당 탈당 및 더불어민주당 복당
- 2017년 4월~2017년 5월: 제19대 대통령 선거 더불어민주당 문재인 대통령 후보 선거대책위원회 남평포럼 사무총장
- 2018년 7월~2019년 12월: 충청남도지사(양승조) 비서실장
- 충청남도지사(양승조) 정책특별보좌관
- 2019년 9월: 단국대학교 초빙교수
- 2019년 11월~2020년 6월: (사)유관순열사기념사업회 부회장
- 행정안전부 지방자치단체 합동평가위원
- 2019년 10월~2020년 5월: 대통령직속 국가균형발전위원회 국민소통특별위원
- 2019년 11월~2020년 6월: 유관순열사기념사업회 부회장
- 2020년 4월 15일: 대한민국 제21대 국회의원 선거 당선(충남 천안시 갑, 더불어민주당, 초선)
- 2020년 5월~: 더불어민주당 충청남도당 천안시 갑 지역위원회 위원장
- 2020년 5월~2021년 4월: 더불어민주당 원내부대표
- 2020년 5월: 더불어민주당 코로나19 국난극복위원회 위원
- 2020년 7월: 더불어민주당 코로나19국난극복상황실 위원
- 2020년 7월~: 유관순열사기념사업회 고문
- 2020년 9월~2022년 10월: 더불어민주당 충청남도당 부위원장
- 2022년 9월~2023년 3월: 더불어민주당 전략기획위원장
- 2022년 10월~: 민주연구원 부원장
- 2023년 10월~2024년 5월: 더불어민주당 원내부대표
- 2024년 4월 10일: 대한민국 제22대 국회의원 선거 당선(충남 천안시 갑, 더불어민주당, 재선)
- 2024년 7월~: 더불어민주당 충청남도당 위원장
- 2024년 7월~: 더불어민주당 정책위원회 국토교통 정책조정위원장
- 2025년 6월~: 더불어민주당 원내운영수석부대표

### 의정 활동
- 2020년 5월 30일~2024년 5월 29일: 제21대 국회의원(충남 천안시 갑, 더불어민주당, 초선)
  - 2020년 6월~2022년 5월: 제21대 국회 전반기 국토교통위원회 위원
  - 2020년 6월~2021년 4월: 제21대 국회 전반기 국회운영위원회 위원
  - 2020년 7월~2024년 5월: 국회세계한인경제포럼 구성의원
  - 2022년 7월~2024년 5월: 제21대 국회 후반기 행정안전위원회 위원
  - 2022년 7월~2023년 1월: 제21대 국회 후반기 예산결산특별위원회 위원
  - 2023년 7월~2023년 10월: 제21대 국회 정치개혁 특별위원회 위원
  - 2023년 10월~2024년 5월: 제21대 국회 후반기 국회운영위원회 위원
- 2024년 5월 30일~: 제22대 국회의원(충남 천안시 갑, 더불어민주당, 재선)
  - 2024년 6월~2025년 6월: 제22대 국회 전반기 국토교통위원회 간사
  - 2025년 6월~: 제22대 국회 전반기 국토교통위원회 위원
  - 2025년 6월~: 제22대 국회 전반기 국회운영위원회 간사

## 역대 선거 결과
|  | 49.34% |

|  | 50.58% |

## 소속 정당
| 소속 정당 | 소속 정당      | 소속 기간 | 비고           |
| --------- | -------------- | --------- | -------------- |
|           | 새정치국민회의 | 1995~2000 | 창당 정계 입문 |
|           | 새천년민주당   | 2000~2003 | 합당           |
|           | 무소속         | 2003      | 탈당           |
|           | 열린우리당     | 2003~2007 | 창당           |
|           | 대통합민주신당 | 2007~2008 | 합당           |
|           | 통합민주당     | 2008      | 합당           |
|           | 민주당         | 2008~2011 | 당명 변경      |
|           | 민주통합당     | 2011~2013 | 합당           |
|           | 민주당         | 2013~2014 | 당명 변경      |
|           | 새정치민주연합 | 2014~2015 | 합당           |
|           | 무소속         | 2015~2016 | 탈당           |
|           | 국민회의       | 2016      | 창당준비위원회 |
|           | 국민의당       | 2016~2017 | 합당           |
|           | 무소속         | 2017      | 탈당           |
|           | 더불어민주당   | 2017~현재 | 복당           |

## 같이 보기
- 천안시 갑
- 천안시의 국회의원
- 천안시 동남구의 국회의원
- 천안시 서북구의 국회의원